# Douglas Murray
Douglas Thomas Lars Murray, född 12 mars 1980 i Västerleds församling, Stockholms län, är en svensk före detta professionell ishockeyspelare.

## Spelarkarriär
Efter ett år i Djurgårdens juniorlag flyttade Murray, vid 17 års ålder, till Nordamerika. Efter två säsonger i EJHL spelade han fyra säsonger amerikansk collegehockey för Cornell Big Red. Den store, tunge Murray blev en av ligans bästa backar och innan säsongen 2003–04 blev han uppflyttad till Cleveland Barons i AHL. I Barons gjorde han en del poäng. Under säsongen 2005–06 blev så Murray uppflyttad till NHL-laget San Jose Sharks. Han blev draftad 1999 av San Jose Sharks i åttonde rundan som 241:a spelare totalt.
I Sharks spelade han 31 matcher. Under dessa utdelade han fler tacklingar än de flesta i Sharks gjorde på hela säsongen. Han kom trea i den interna tacklingsligan för säsongen. Han gjorde en assist. 
Douglas Murrays främsta egenskaper är hans fysiska spel och tacklingar. Han har också ett hårt skott. Douglas Murrays brittiskklingande namn kommer från hans far som har skotskt påbrå. Hans morfar var ishockeyspelaren Lasse Björn. 
Murray debuterade i Tre Kronor under ishockey-VM 2008 i Kanada och fick då något av ett genombrott för svensk hockeypublik. Hans fysiska spel tog sig bland annat uttryck i en tackling på ryske Aleksej Morozov som enligt många var regelrätt och andra avskyvärd. Tacklingen resulterade i ett matchstraff och en matchs avstängning.
Under NHL-lockouten 2012 blev det klart att Murray skulle återvända till Djurgårdens A-lag, där han debuterade den 3 oktober i en match mot BIK Karlskoga.
25 mars 2013 bytte Sharks bort Murray till Pittsburgh Penguins i utbyte mot två val i uttagningarna 2013 och 2014. Han valde dock att inte förlänga med Penguins och den 22 augusti 2013 skrev Murray som free agent på ett ettårskontrakt med Montreal Canadiens. Den 21 oktober 2016 meddelade Murray officiellt att han avslutar sin karriär som spelare.

## Statistik

### Klubbkarriär
| 1996–97    | Djurgårdens IF      | J20 Superelit | 4   | 0  | 0  | 0  | 6   | —  | — | — | —  | —  |
| 1998–99    | New York Apple Core | EJHL          | 60  | 17 | 47 | 64 | 62  | —  | — | — | —  | —  |
| 1999–00    | Cornell Big Red     | ECAC          | 32  | 3  | 6  | 9  | 38  | —  | — | — | —  | —  |
| 2000–01    | Cornell Big Red     | ECAC          | 25  | 5  | 13 | 18 | 39  | —  | — | — | —  | —  |
| 2001–02    | Cornell Big Red     | ECAC          | 35  | 11 | 21 | 32 | 67  | —  | — | — | —  | —  |
| 2002–03    | Cornell Big Red     | ECAC          | 35  | 5  | 20 | 25 | 30  | —  | — | — | —  | —  |
| 2003–04    | Cleveland Barons    | AHL           | 72  | 10 | 12 | 22 | 75  | 9  | 3 | 0 | 3  | 37 |
| 2004–05    | Cleveland Barons    | AHL           | 54  | 6  | 17 | 23 | 56  | —  | — | — | —  | —  |
| 2005–06    | Cleveland Barons    | AHL           | 20  | 1  | 7  | 8  | 37  | —  | — | — | —  | —  |
| 2005–06    | San Jose Sharks     | NHL           | 34  | 0  | 1  | 1  | 27  | —  | — | — | —  | —  |
| 2006–07    | San Jose Sharks     | NHL           | 35  | 0  | 3  | 3  | 31  | —  | — | — | —  | —  |
| 2006–07    | Worcester Sharks    | AHL           | 5   | 2  | 1  | 3  | 8   | —  | — | — | —  | —  |
| 2007–08    | San Jose Sharks     | NHL           | 66  | 1  | 9  | 10 | 98  | 13 | 1 | 1 | 2  | 2  |
| 2008–09    | San Jose Sharks     | NHL           | 75  | 0  | 7  | 7  | 38  | 6  | 0 | 0 | 0  | 9  |
| 2009–10    | San Jose Sharks     | NHL           | 79  | 4  | 13 | 17 | 66  | 15 | 1 | 6 | 7  | 8  |
| 2010–11    | San Jose Sharks     | NHL           | 73  | 1  | 13 | 14 | 44  | 18 | 0 | 1 | 1  | 8  |
| 2011–12    | San Jose Sharks     | NHL           | 60  | 0  | 4  | 4  | 31  | 5  | 0 | 0 | 0  | 19 |
| 2012–13    | Djurgårdens IF      | Allsv.        | 14  | 1  | 2  | 3  | 36  | —  | — | — | —  | —  |
| 2012–13    | San Jose Sharks     | NHL           | 29  | 0  | 3  | 3  | 26  | —  | — | — | —  | —  |
| 2012–13    | Pittsburgh Penguins | NHL           | 14  | 1  | 2  | 3  | 9   | 15 | 2 | 1 | 3  | 32 |
| 2013–14    | Montreal Canadiens  | NHL           | 53  | 0  | 2  | 2  | 42  | 3  | 0 | 0 | 0  | 0  |
| 2014–15    | Kölner Haie         | DEL           | 8   | 0  | 1  | 1  | 24  | —  | — | — | —  | —  |
| NHL totalt | NHL totalt          | NHL totalt    | 518 | 7  | 57 | 64 | 412 | 75 | 4 | 9 | 13 | 78 |

## Privatliv
Murray gifte sig juni 2022 med Penny Parnevik (född 1997), dotter till Jesper och Mia Parnevik. Han och Penny har två söner födda 2019 och 2023 och en dotter född 2021 tillsammans. Familjen är bosatt i Stockholm. 
Murray har vid sidan av ishockeyn en Bachelor of Science (B.Sc.) i hotel administration från Cornell University.
Murray är kusin med Grotesco-medlemmen Michael Lindgren.